# Szałasze (rejon dokszycki)
Szałasze (biał. Шалашы; ros. Шалаши) – wieś na Białorusi, w obwodzie witebskim, w rejonie dokszyckim, w sielsowiecie Tumiłowicze.

## Historia
W czasach zaborów wieś i folwark w gminie Tumiłowicze, w powiecie borysowskim, w guberni mińskiej Imperium Rosyjskiego.
W dwudziestoleciu międzywojennym wieś i folwark leżały w Polsce, w województwie wileńskim, w powiecie duniłowickim, od 1926 w powiecie dziśnieńskim, w gminie Tumiłowicze, a następnie w gminie Dokszyce.
Według Powszechnego Spisu Ludności z 1921 roku zamieszkiwało:
- folwark  – 15 osób, 10 było wyznania rzymskokatolickiego a 5 prawosławnego. Jednocześnie 7 mieszkańców zadeklarowało polską przynależność narodową a 8 białoruską. Były tu 2 budynki mieszkalne[3]. W 1931 w 1 domu zamieszkiwało 12 osób[4].
- wieś – 147 osób, 1 była wyznania rzymskokatolickiego a 146 prawosławnego. Jednocześnie 1 mieszkaniec zadeklarował polską przynależność narodową, 145 białoruską a 1 inną. Było tu 25 budynków mieszkalnych[3]. W 1931 w 31 domach zamieszkiwało 141 osób[4].

Wierni należeli do parafii rzymskokatolickiej w Dokszycach i prawosławnej w Tumiłowiczach. Miejscowość podlegała pod Sąd Grodzki w Dokszycach i Okręgowy w Wilnie; właściwy urząd pocztowy mieścił się w Tumiłowiczach.
Po agresji ZSRR na Polskę w 1939 roku wieś znalazła się w granicach BSRR. W latach 1941–1944 była pod okupacją niemiecką. Następnie leżała w BSRR. Od 1991 roku w Republice Białorusi.